# La Martinica, Papantla
La Martinica är en ort i Mexiko.   Den ligger i kommunen Papantla och delstaten Veracruz, i den sydöstra delen av landet, 210 km öster om huvudstaden Mexico City. La Martinica ligger 38 meter över havet och antalet invånare är 390.
Terrängen runt La Martinica är platt åt sydväst, men åt nordost är den kuperad. Runt La Martinica är det ganska tätbefolkat, med 160 invånare per kvadratkilometer. Närmaste större samhälle är Papantla de Olarte, 19,4 km norr om La Martinica. Omgivningarna runt La Martinica är en mosaik av jordbruksmark och naturlig växtlighet.